# ۵۰۷ (خورشیدی)
۵۰۷ پانصد و هفتمین سال هجری خورشیدی است.